# Берестейське братство
Берестейське братство — національно-релігійна організація руських міщан Берестя.

## Микільське православне братство
Серед засновників І. Потій. Створене 1591. Приписане до церкви св. Миколая, звідки назва братства Микільське. Статут, укладений на ґрунті статуту львівського Успенського братства, передбачав: виборність священиків, взаємодопомогу, організацію школи, притулку для убогих і калік, захист східного благочестя — малося на увазі широке коло релігійних і національних проблем. Коштом братства утримувалась Берестейська братська школа. У ній в 1592–1596 роках вчив Лаврентій Зизаній. Виступило 1596 проти унії і було поставлене по-за законом.

## Микільське уніатське братство
І. Потій утворив при церкві св. Миколая уніатське братство.

## Колядне православне братство
Православні організували братство 1641 при церкві Народження Пречистої Богородиці (Коляди Богородиці). Колядне братство легалізувало школу та шпиталь. З ним в 1640—1648 пов'язана діяльність А. Филиповича. Діяло до кінця існування Речі Посполитої.